# Lacrimoso son'io (Mozart)
Lacrimoso son'io K. 555, est un canon en la mineur pour quatre voix a cappella de Wolfgang Amadeus Mozart. Mozart a inclus cette œuvre dans son catalogue thématique le 2 septembre 1788. C'est le troisième d'une série de dix canons.

## Musique
Le canon est écrit à  et dans la tonalité de la mineur. Le thème est exposé sur seize mesures. Dans le canon, chacune des voix fait son entrée après quatre mesures. Le canon est marqué Adagio.
Thème:

## Texte
| Version originale en italien            | Version originale en italien          |
| --------------------------------------- | ------------------------------------- |
| Lacrimoso son'io perduto ho l'idol mio. | Je pleure [car] j'ai perdu mon idole. |
| Version alternative en allemand                                        | Version alternative en allemand                                          |
| ---------------------------------------------------------------------- | ------------------------------------------------------------------------ |
| Ach! zum Jammer bin ich erkohren auf immer ist sie für mich verlohren! | Ah! pour la tristesse, j'ai été choisi car je l'ai perdue pour toujours. |
Le texte original en italien semble avoir joui d'une grande popularité, particulièrement pour la composition de canons. C'est ainsi qu'il a été utilisé aussi par des compositeurs comme le vénitien Antonio Caldara (1670-1736), puis par des auteurs comme Franz Schubert (qui a écrit deux canons sur ce texte). Le père de Mozart, Leopold, a copié sept canons de Caldara, dont un avec ce même texte. Il est probable que son fils Wolfgang les connaissait.

## Source
- (es) Cet article est partiellement ou en totalité issu de l’article de Wikipédia en espagnol intitulé « Lacrimoso son'io (Mozart) » (voir la liste des auteurs).